# Bahnstrecke Tama Brodzka–Iława
| Streckennummer: | 251                  |                                                                       |                                             |
| Kursbuchstrecke: | zuletzt 437          |                                                                       |                                             |
| Streckenlänge: | 41,269 km            |                                                                       |                                             |
| Spurweite: | 1435 mm (Normalspur) |                                                                       |                                             |
| |                      |                                                                       |                                             |
| \| \| \| von Brodnica (Strasburg) \| \| \| \| 0,001 \| Tama Brodzka (Broddydamm/Dammfurt[1]) \| 74 m \| \| \| \| nach Działdowo (Soldau) \| \| \| \| \| Landesstraße 15 \| \| \| \| 4,170 \| Jajkowo (Hoheneck) \| 113 m \| \| \| 8,833 \| Szramowo (Niedeck) \| 84 m \| \| \| 12,226 \| Kaługa (Kaluga/Kallenbach) \| 88 m \| \| \| \| Woiwodschaften Kujawien und Ermland-Masuren \| \| \| \| \| Anschluss \| \| \| \| 17,765 \| Kurzętnik (Kauernik) \| 86 m \| \| \| \| von Zajączkowo Lubawskie (Zajonczkowo) \| \| \| \| 21,597 \| Nowe Miasto Lubawskie (Neumark (Westpr.) Stsbf/Neumark (Westpr) Nord) \| 90 m \| \| \| 24,203 \| Bratian (Brattian) \| 92 m \| \| \| 29,594 \| Radomno (Radomno/Radem (Kr Neumark Westpr)) \| 92 m \| \| \| \| Polen/Deutsches Reich 1920–1939 \| \| \| \| \| Zajączkowo Lubawskie–Iława \| \| \| \| \| von Jabłonowo Pomorskie (Goßlershausen) \| \| \| \| \| von Zajączkowo (Zajonczkowo) \| \| \| \| 41,270 \| Iława Główna (Deutsch Eylau Hbf) \| 110 m \| \| \| \| nach Olsztyn (Allenstein) \| \| \| \| \| nach Malbork (Marienburg) \| \| |                      |                                                                       |                                             |
| Strecke (außer Betrieb) |                      | von Brodnica (Strasburg)                                              | von Brodnica (Strasburg)                    |
| Bahnhof (Strecke außer Betrieb) | 0,001                | Tama Brodzka (Broddydamm/Dammfurt)                                    | 74 m                                        |
| Abzweig geradeaus und nach rechts (Strecke außer Betrieb) |                      | nach Działdowo (Soldau)                                               | nach Działdowo (Soldau)                     |
| Strecke mit Straßenbrücke (Strecke außer Betrieb) |                      | Landesstraße 15                                                       | Landesstraße 15                             |
| Bahnhof (Strecke außer Betrieb) | 4,170                | Jajkowo (Hoheneck)                                                    | 113 m                                       |
| Bahnhof (Strecke außer Betrieb) | 8,833                | Szramowo (Niedeck)                                                    | 84 m                                        |
| Bahnhof (Strecke außer Betrieb) | 12,226               | Kaługa (Kaluga/Kallenbach)                                            | 88 m                                        |
| Grenze (Strecke außer Betrieb) |                      | Woiwodschaften Kujawien und Ermland-Masuren                           | Woiwodschaften Kujawien und Ermland-Masuren |
| Abzweig geradeaus und nach rechts (Strecke außer Betrieb) |                      | Anschluss                                                             | Anschluss                                   |
| Bahnhof (Strecke außer Betrieb) | 17,765               | Kurzętnik (Kauernik)                                                  | 86 m                                        |
| Abzweig geradeaus und von rechts (Strecke außer Betrieb) |                      | von Zajączkowo Lubawskie (Zajonczkowo)                                | von Zajączkowo Lubawskie (Zajonczkowo)      |
| Bahnhof (Strecke außer Betrieb) | 21,597               | Nowe Miasto Lubawskie (Neumark (Westpr.) Stsbf/Neumark (Westpr) Nord) | 90 m                                        |
| Bahnhof (Strecke außer Betrieb) | 24,203               | Bratian (Brattian)                                                    | 92 m                                        |
| Bahnhof (Strecke außer Betrieb) | 29,594               | Radomno (Radomno/Radem (Kr Neumark Westpr))                           | 92 m                                        |
| Grenze (Strecke außer Betrieb) |                      | Polen/Deutsches Reich 1920–1939                                       | Polen/Deutsches Reich 1920–1939             |
| Kreuzung geradeaus oben (Strecke geradeaus außer Betrieb) |                      | Zajączkowo Lubawskie–Iława                                            | Zajączkowo Lubawskie–Iława                  |
| Abzweig ehemals geradeaus und von links |                      | von Jabłonowo Pomorskie (Goßlershausen)                               | von Jabłonowo Pomorskie (Goßlershausen)     |
| Abzweig geradeaus, von links und von rechts |                      | von Zajączkowo (Zajonczkowo)                                          | von Zajączkowo (Zajonczkowo)                |
| Bahnhof | 41,270               | Iława Główna (Deutsch Eylau Hbf)                                      | 110 m                                       |
| Abzweig geradeaus und nach rechts |                      | nach Olsztyn (Allenstein)                                             | nach Olsztyn (Allenstein)                   |
| Strecke |                      | nach Malbork (Marienburg)                                             | nach Malbork (Marienburg)                   |

Die Bahnstrecke Tama Brodzka–Iława (Broddydamm/Dammfurt–Deutsch Eylau) ist eine ehemalige eingleisige und nicht elektrifizierte Eisenbahnstrecke in den polnischen Woiwodschaften Kujawien-Pommern und Ermland-Masuren.

## Verlauf
Die eingleisige Strecke begann im Bahnhof Tama Brodzka (Broddydamm/Dammfurt; km 0,001) an der Bahnstrecke Działdowo–Chojnice und verlief nordwärts über den Bahnhof Nowe Miasto Lubawskie (Neumark (Westpreußen) Staatsbahnhof/Neumark (Westpreußen) Nord; km 21,597), den Beginn der Bahnstrecke Nowe Miasto Lubawskie–Zajączkowo Lubawskie (frühere Kleinbahn Neumark–Zajonczkowo), nach dem Knotenbahnhof Iława Główna (Deutsch Eylau Hauptbahnhof), in dem sich die Strecken von Thorn nach Allenstein und von Warschau nach Danzig kreuzen.

## Geschichte

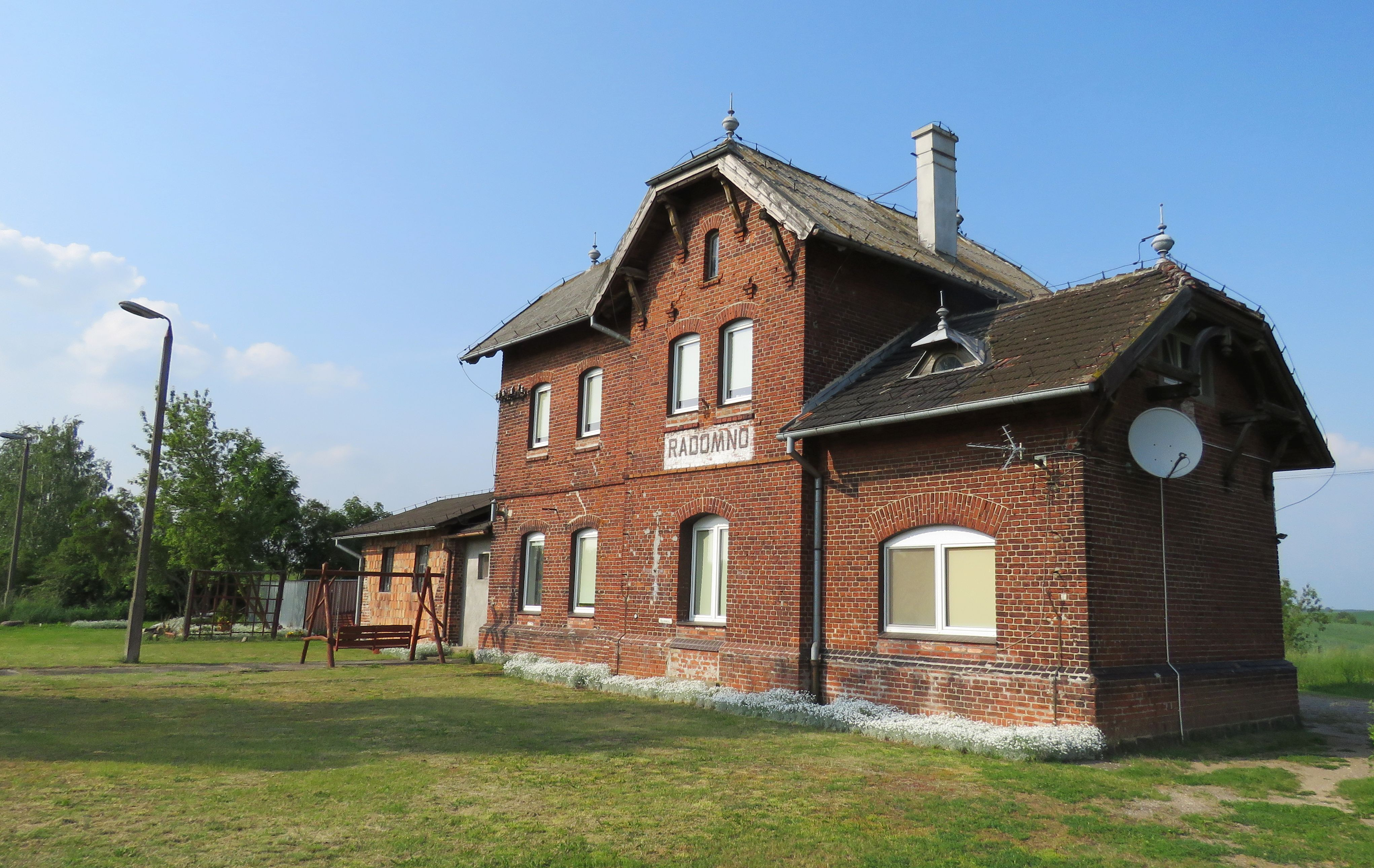
Früherer Bahnhof Radomno

Der Abschnitt Deutsch Eylau–Niedeck wurde am 1. September 1902, der Abschnitt Niedeck–Broddydamm am 15. Oktober 1903 von den Preußischen Staatseisenbahnen eröffnet. Ab 1920 verlief aufgrund des nach dem Ersten Weltkrieg und dem Versailler Vertrag eingerichteten Polnischen Korridors zwischen Deutsch Eylau und Radomno die neue deutsch-polnische Grenze, der Personenverkehr über die Grenze wurde 1923 eingestellt und auch während der Zeit der deutschen Besetzung Polens 1939–1945 nicht wieder aufgenommen. Nach dem Kriegsende übernahm Polen das Gebiet wieder und die Polnischen Staatseisenbahnen die Strecke, ab 1946 wurde wieder durchgängiger Personenverkehr betrieben. Im Jahre 2000 wurde der Verkehr eingestellt und die Strecke stillgelegt. Betrieblicher Anfangspunkt der Strecke war stets der Bahnhof Brodnica (Strasburg (Westpreußen)).

## Anmerkung
1. ↑  Deutsche Namen gemäß Kursbuch 1917/1943